# Duolandrevus coriaceus
Duolandrevus coriaceus är en insektsart som först beskrevs av Tokuichi Shiraki 1930.  Duolandrevus coriaceus ingår i släktet Duolandrevus och familjen syrsor. Inga underarter finns listade i Catalogue of Life.